# Карраскаль-дель-Обіспо
Карраскаль-дель-Обіспо (ісп. Carrascal del Obispo) — муніципалітет в Іспанії, у складі автономної спільноти Кастилія-і-Леон, у провінції Саламанка. Населення — 231 особа (2010).
Муніципалітет розташований на відстані близько 200 км на захід від Мадрида, 35 км на південний захід від Саламанки.
На території муніципалітету розташовані такі населені пункти: (дані про населення за 2010 рік)
- Карраскаль-дель-Обіспо: 212 осіб
- Уельмос-і-Касасолілья: 4 особи
- Ольєрос: 10 осіб
- Педро-Мартін: 1 особа
- Сан-Педро-Асерон-де-Абахо: 2 особи
- Сан-Педро-Асерон-Арріба: 2 особи

## Демографія
Динаміка населення (INE ):

## Зовнішні посилання
- Провінційна рада Саламанки: індекс муніципалітетів [Архівовано 23 квітня 2009 у Wayback Machine.]
- Посилання на Google Maps